# Qiujia (köpinghuvudort i Kina, Liaoning Sheng, lat 43,12, long 124,07)
Qiujia (kinesiska: 邱家, 朝阳镇, 朝阳) är en köpinghuvudort i Kina. Den ligger i provinsen Liaoning, i den nordöstra delen av landet, omkring 160 kilometer norr om provinshuvudstaden Shenyang. Antalet invånare är 17 345. Befolkningen består av 8 577 kvinnor och 8 768 män. Barn under 15 år utgör 15,0 %, vuxna 15-64 år 75 %, och äldre över 65 år 8,0 %.
Runt Qiujia är det ganska tätbefolkat, med 207 invånare per kvadratkilometer. Närmaste större samhälle är Bamiancheng, 9,1 km norr om Qiujia. Trakten runt Qiujia består till största delen av jordbruksmark.
Genomsnittlig årsnederbörd är 882 millimeter. Den regnigaste månaden är augusti, med i genomsnitt 217 mm nederbörd, och den torraste är januari, med 9 mm nederbörd.